# Iravadia
Iravadia is een geslacht van weekdieren uit de klasse van de Gastropoda (slakken).

## Soorten
- Iravadia angulata (Laseron, 1956)
- Iravadia aristaei (Melvill, 1912)
- Iravadia atemeles (Melvill, 1896)
- Iravadia bombayana (Stoliczka, 1868)
- Iravadia capitata (Laseron, 1956)
- Iravadia carpentariensis (Hedley, 1912)
- Iravadia cochinchinensis (Bavay & Dautzenberg, 1910)
- Iravadia delicata (Philippi, 1849)
- Iravadia densilabrum (Melvill, 1912)
- Iravadia elongata (Hornung & Mermod, 1928)
- Iravadia expansilabrum Ponder, 1984
- Iravadia gemmata Ponder, 1984
- Iravadia goliath (Laseron, 1956)
- Iravadia ictriella (Melvill, 1910)
- Iravadia inflata (Ponder, 1967)
- Iravadia ornata Blanford, 1867
- Iravadia padangensis (Thiele, 1925)
- Iravadia pilbara Golding, 2014
- Iravadia profundior Ponder, 1984
- Iravadia quadrasi (O. Boettger, 1893)
- Iravadia quadrina (Laseron, 1956)
- Iravadia rohdei (Brandt, 1968)
- Iravadia sublaevis (Laseron, 1956)
- Iravadia subquadrata (Laseron, 1950)
- Iravadia tenuilirata (Boettger, 1893)
- Iravadia yendoi (Yokoyama, 1927)